# 塞尼塞罗
塞尼塞罗，是西班牙拉里奥哈自治区的一个市镇。总面积32平方公里，总人口1981人（2001年），人口密度62人/平方公里。